# 上橫山
上橫山，是臺灣臺中市大雅區的一個傳統地域名稱，位於該區西部偏南。相較於今日行政區，其範圍大致包括忠義里西南半部、秀山里不含西北部。

## 歷史
台灣清治末期至日治初期，上橫山地區為一街庄，稱為「上橫山庄」，隸屬於捒東下堡。該庄西北與北勢坑庄、竹林庄為鄰，北與十三藔庄、六張犁庄為鄰，東北與下員林庄為鄰，東邊為垻雅街，南邊為下橫山庄。
1901年（日治明治三十四年）11月，全台廢縣廳改設二十廳，該庄隸屬於臺中廳。1903年（明治三十六年）6月，該庄編入「埧雅區」，仍隸屬於臺中廳。1909年（明治四十二年）10月，合併二十廳為十二廳，埧雅區隸屬不變。1920年（大正九年），全台地方制度大改正，廢十二廳改設五州二廳，該庄改制並雅化為「上橫山」大字，隸屬於臺中州豐原郡大雅庄。
戰後大雅庄改制為大雅鄉，隸屬於臺中縣，大字亦改制為村。1950年10月，中、彰、投分治，大雅鄉仍隸屬臺中縣。2010年12月，臺中縣市合併為直轄臺中市，大雅鄉改制為大雅區，村亦改制為里。

## 聚落
本地區有新厝、秀山、上橫山等聚落。

## 交通
省道台10線（中清路四段）是臺中港至豐原的幹道，大致以西北—東南走向經過上橫山地區東北部邊界地帶。由該道路向西北可前往沙鹿、清水並止於省道台17線路口，向東南轉東北可經大雅市區前往神岡東南部、豐原並止於省道台13線路口。
區道中71線（東大路二段）是清泉至普濟寺（實際終點高爾夫球場）的道路，大致以縱向轉北北西－南南東走向再轉北北東－南南西走向經過本地區中西部。由該道路向北可前往十三寮、公館中部偏南並止於省道台10線路口，向南南西可前往下橫山西部並止於台中興農高爾夫球場東側（原區道中76線路口）。
區道中75線（東海路）是清泉至忠義的道路，大致以北偏西－南偏東走向轉東北－西南走向經過本地區西部近邊界地帶。由該道路向北偏西轉東南東可前往十三寮地區北部邊界地帶西側並止於區道中71線路口，向西南轉南偏西可前往下橫山西部並止於大雅區與西屯區交界處。
區道中77線（科雅路、科雅四路、上山路）是神岡至橫山的道路，大致以東北－西南走向轉西北－東南走向再轉西北西－東南東走向經過本地區東北部。由該道路向東北出境後轉西北再轉東北再轉西北再轉東北經十三寮可前往埔子墘、山皮、圳堵西南端、神岡市區西北側並止於區道中79線路口，向東南東可前往下橫山東北端並止於市道125號路口。

## 學校
- 陽明國小

## 產業
- 中部科學工業園區（部分）